# Kuh-e Kokzaro Zaghicha
Der Kuh-e Kokzaro Zaghicha ist ein Berg in der afghanischen Provinz Baglan.
Der Kuh-e Kokzaro Zaghicha ist mit einer Höhe von 5126 m der höchste Gipfel in einem Gebirgszug des Hindukusch, der sich nordwestlich des Flusstals des Pandschschir erstreckt. Der Berg befindet sich 65 km nordöstlich der Stadt Tscharikar. Der Salangpass überquert den Gebirgszug 55 km weiter westlich.